# Benešovský holub
Benešovský holub, též benešovský selský holub, „benešák“ je plemeno holuba domácího pocházející z České republiky. Vznikl jako jednostranně užitkový holub do volných chovů, ale postupem času došlo ke zdůrazňování znaků exteriéru a barevnosti peří a šlechtění na užitkovost přešlo do pozadí. V okrasných chovech je držen i ve voliérách. V seznamu plemen EE a tudíž i v českém vzorníku plemen náleží mezi užitkové holuby, neboli holuby tvaru, a to pod číslem 0054.

## Historie
Benešovský holub byl vyšlechtěn na Benešovsku ve třicátých až čtyřicátých letech 20. století. K vytvoření plemene byl použit moravský pštros, poštovní holub, koburský skřivan a rys. Bylo uznáno v roce 1947 a to nejprve pod názvem benešovský hřivnáč, od roku 1948 pak jako benešovský selský holub. V roce 1970 byl založen klub chovatelů benešovských selských holubů.
Původní ráz plemene byl modrý bezpruhý. V padesátých a šedesátých letech byl šlechtěn též ráz bílý a to za použití bílého poštovního holuba a bílého kinga. Poprvé byl bílý benešovský holub představen na výstavě v Benešově v roce 1963 a k oficiálnímu uznání tohoto zbarvení došlo v roce následujícím na základě výsledků celostátní výstavy výletků v Praze. Bílé zbarvení nebylo zvoleno náhodně, bílí holubi jsou vhodnější pro jatečné účely. V sedmdesátých letech 20. století došlo k uznání rázů černého, červeného a žlutého, které byly vytvořeny přikřížením moravského pštrosa, později přibyl též ráz stříbřitý, tygr a hnědý.

## Popis

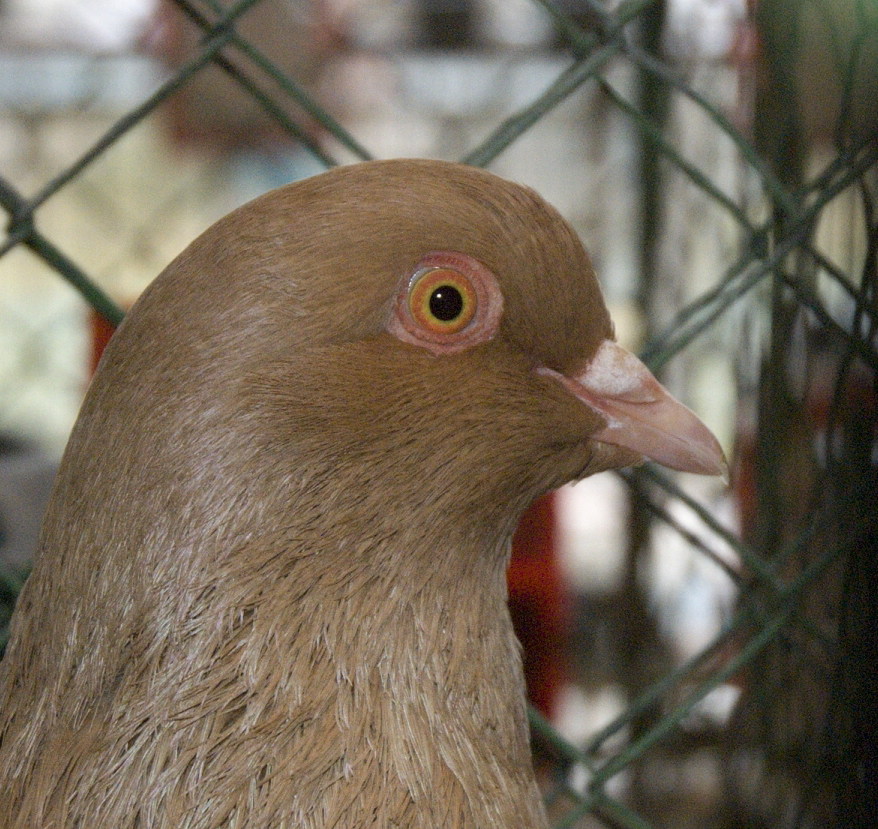
Hlava žlutého benešovského holuba

Benešovský holub je silný holub polního typu, který se velikostí a tvarem těla podobá moravskému pštrosovi. Ve srovnání s holubem skalním je mohutnější, jeho tělo je středně dlouhé a hruď široká. Hlava je kulatá, dobře klenutá s poněkud vyšším a širším čelem, zobák je silný a krátký. Oční duhovka je oranžová až červená, jen u bílého rázu vikvová. Obočnice jsou černošedé, u bílých, recesivně žlutých a červených načervenalé, u stříbřitých ptáků šedočervené. Krk je široce nasazeny a celá postava benešovského holuba je statná, široká, hlubší a dopředu klenutá.
Opeření je dobře přilehlé. Chová se pouze v bezpruhém kresebném rázu. Původním zbarvením byla modrá, dále bílá, další barevné rázy byly získány křížením s moravským pštrosem, po kterém zdědil benešovský holub dostatečně lesklé a syté opeření, dále byl křížen s holubem kingem.
Benešovský holub by měl být dobrý letec a polař, schopný obstarat si většinu potravy sám. Mezi původní ceněné vlastnosti benešovského holuba patřila jeho skromnost, shánčlivost a plodnost. Skromnost, plodnost a vitalitu si do značné míry stále zachovává. I v současnosti je vhodný i do extenzivně užitkových chovů k jatečným účelům, uplatní se jako výstavní holub a také jako chůvka pro větší či těžší plemena holubů.